# Agostino De Marchi
Agostino De Marchi (Crema, 1435 – Bologna, circa 1502) è stato un intagliatore italiano.

## Biografia
Agostino De Marchi appartenne ad una famiglia italiana di intagliatori e intarsiatori attivi tra il XV secolo e il XVI secolo, il cui capostipite fu Iacopo di Crema.
Agostino de Marchi lavorò prevalentemente a Bologna, dove venne documentato storicamente nel 1458, per la realizzazione del coro della cappella di Santa Brigida nella Fabbrica di San Petronio.
Nel 1463 eseguì un tabernacolo ligneo della Madonna, dipinto da Tommaso Garelli e inserito sul palazzo pubblico di Bologna.
Nel 1467 ricevette l'offerta del suo lavoro più noto, sempre per la basilica di San Petronio, il coro della cappella maggiore.
Nel 1471 eseguì trentuno sedili, corrispondenti al numero dei componenti del Collegio di San Petronio, e tre anni dopo costruì i sedili per gli anziani, per un totale di settantaquattro stalli; il capostallo destro, datato, si caratterizzò per due tarsie con le figure a mezzo busto di San Petronio e Sant'Ambrogio, ultimate da Agostino su cartoni forniti nel 1473 da Francesco del Cossa.
Inoltre Agostino eseguì anche molti altri lavori per la basilica di San Petronio, come il leggio del coro, le parti lignee dell'organo, il parapetto dell'organo.
A San Petronio lavorarono anche i suoi tre figli: Biagio, Giacomo e Pantaleone.

## Opere
- Coro della cappella di Santa Brigida nella basilica di San Petronio (1458);
- Tabernacolo ligneo della Madonna, dipinto da Tommaso Garelli (1463);
- Coro della cappella maggiore nella basilica di San Petronio (1467);
- Settantaquattro stalli per il coro nella basilica di San Petronio (dal 1471);
- Leggio del coro, parti lignee dell'organo, parapetto dell'organo nella basilica di San Petronio.